# Luce Aubertin
Luce Aubertin, née le 21 août 1925 à Chelles et morte le 16 décembre 2006 à Nice est une actrice française.

## Filmographie
- 1952 : Fortuné de Marseille de Henry Lepage
- 1952 : La Danseuse nue de Pierre-Louis
- 1953 : Un trésor de femme de Jean Stelli
- 1953 : Dortoir des grandes d'Henri Decoin
- 1954 : Après vous, duchesse de Robert de Nesle
- 1956 : Zaza de René Gaveau
- 1957 : Marchands de filles de Maurice Cloche
- 1957 : Les Fanatiques d'Alex Joffé
- 1959 : Bal de nuit de Maurice Cloche